# Guthrum II av East Anglia
Guthrum II av East Anglia, död 918, var en engelsk monark. Han var kung av East Anglia 902-918. 